# Pedro I de Chipre
Pedro I de Chipre ou Pedro I de Lusinhão (em francês: Pierre I; 9 de outubro de 1328 – 17 de janeiro de 1369) foi rei de Chipre, e titular a rei de Jerusalém com a abdicação de seu pai Hugo IV de 1359 até seu assassinato em 1369.